# Nunn (Colorado)
Nunn es un pueblo ubicado en el condado de Weld en el estado estadounidense de Colorado. En el Censo de 2010 tenía una población de 416 habitantes y una densidad poblacional de 51,83 personas por km².

## Geografía
Nunn se encuentra ubicado en las coordenadas 40°42′43″N 104°47′24″O / 40.71194, -104.79000. Según la Oficina del Censo de los Estados Unidos, Nunn tiene una superficie total de 8.03 km², de la cual 8.03 km² corresponden a tierra firme y (0%) 0 km² es agua.

## Demografía
Según el censo de 2010, había 416 personas residiendo en Nunn. La densidad de población era de 51,83 hab./km². De los 416 habitantes, Nunn estaba compuesto por el 88.22% blancos, el 0.48% eran afroamericanos, el 0.72% eran amerindios, el 0% eran asiáticos, el 0% eran isleños del Pacífico, el 8.17% eran de otras razas y el 2.4% pertenecían a dos o más razas. Del total de la población el 16.83% eran hispanos o latinos de cualquier raza.